# Берестянки (Рязанская область)
Берестя́нки — село в Сасовском районе Рязанской области России. Административный центр Берестянского сельского поселения.

## Географическое положение
Посёлок находится в центре Сасовского района, в 3 км к юго-востоку от райцентра Сасово, на правом берегу реки Цны.
Ближайшие населённые пункты:

— посёлок Пионерская Роща в 0,5 км к северу по асфальтированной дороге,

— посёлок Перша в 4 км по асфальтированной дороге к востоку,

— село Мордвиново в 0,5 км по грунтовой (в 4 км по асфальтированной) дороге к югу.
Одноимённая и ближайшая станция Берестянки находится в двух километрах к востоку от населённого пункта, а в непосредственной близости расположена платформа 385 км.

## Природа
Климат умеренно континентальный. Берестянки расположены на границе зоны смешанных лесов и лесостепи, на правом коренном берегу реки Цны. Рельеф в пределах жилой зоне довольно плоский, с небольшими оврагами-промоинами. Абсолютные высоты 90—98 м. Западная оконечность села непосредственно примыкает к границе поймы Цны с озёрами-старицами. Почвы преимущественно супесчаные. Низкая степень естественной залесённости территории. Из пород деревьев преобладает берёза, осина. Искусственные древесные насаждения представлены в виде лесопосадок вдоль железных и автодорог (берёза, тополь; кустарник — акация). Пашня в окрестностях практически отсутствует. Остальные территории — залежь — ранее распахиваемые участки, в данное время заброшенные и заросшие естественным разнотравьем.

## Население
| 1812 | 1914  | 1984 | 1985 | 1989 | 2002 | 2008 |
| ---- | ----- | ---- | ---- | ---- | ---- | ---- |
| 1186 | ↗1191 | ↘760 | →760 | ↘646 | ↘489 | ↘438 |
| 2009 | 2010  | 2011 | 2012 |      |      |      |
| ↗494 | ↘480  | ↗485 | ↗496 |      |      |      |

Возрастной состав
| Динамика численности населения | Динамика численности населения | Динамика численности населения | Динамика численности населения | Динамика численности населения |
| Год                            | Население, человек             | Население, человек             | Население, человек             | Население, человек             |
| Год                            | Всего                          | дети до 18 лет                 | работающие                     | пенсионеры и инвалиды          |
| ------------------------------ | ------------------------------ | ------------------------------ | ------------------------------ | ------------------------------ |
| 2008                           | 438                            | 36                             | 184                            | 196                            |
| 2009                           | 494                            | 52                             | 207                            | 202                            |
| 2010                           | 514                            | 59                             | 203                            | 208                            |
| 2011                           | 485                            | 56                             | 196                            | 201                            |
| 2012                           | 496                            | 63                             | 200                            | 205                            |

Национальный состав
Большинство населения по национальному признаку составляют русские.

## Инфраструктура
В Берестянках основная школа, почтовое отделение связи, администрация Берестянского сельского поселения.
По краю села, огибая его, проходит асфальтированная автодорога Сасово — Ключи, имеющая асфальтированный заход. 

В Берестянках 11 улиц и 1 переулок: Лесная, Луговая, Молодёжная, Почтовая, Речная, Садовая, Светлая, Степная, Центральная, Шетнева, Школьная улицы; Школьный переулок.

## Транспорт
Расположенная на окраине железнодорожная платформа 385 км и проходящие через неё пригородные поезда обеспечивают стабильную связь с райцентром. Также добраться до Сасово можно регулярным рейсовым автобусным маршрутом № 113, а также пригородными автобусными маршрутами № 111 Сасово — Арга, Сасово — Верхне-Никольское.

## Известные люди
В селе родились:
- Учёный в области материаловедения Александр Фёдорович Петраков.
- Лауреат государственной премии РФ Станислав Иванович Камордин.